# Wu Chia-ju
Wu Chia-ju (* 17. Dezember 1999) ist eine taiwanische Stabhochspringerin.

## Sportliche Laufbahn
Erste internationale Erfahrungen sammelte Wu Chia-ju bei den Juniorenasienmeisterschaften 2016 in der Ho-Chi-Minh-Stadt, bei denen sie mit 3,60 m die Bronzemedaille gewann, wie auch zwei Jahre später bei den Juniorenasienmeisterschaften in Gifu, bei denen sie dieselbe Höhe übersprang. Ende August nahm sie erstmals an den Asienspielen in Jakarta teil und belegte mit 3,70 m Rang fünf. Im Jahr darauf wurde sie bei den Asienmeisterschaften in Doha mit 4,00 m Siebte. Anschließend schied sie bei der Sommer-Universiade in Neapel mit 3,75 m in der Qualifikation aus.

## Persönliche Bestleistungen
- Stabhochsprung: 4,20 m, 6. Mai 2018 in Bangkok (Taiwanesischer Rekord)
  - Stabhochsprung (Halle): 4,05 m, 21. März 2018 in Caotun (Taiwanesischer Rekord)